# 城南镇 (宁德市)
城南镇，是中华人民共和国福建省宁德市蕉城区下辖的一个乡镇级行政单位。

## 行政区划
城南镇下辖以下地区：
莲峰社区、福洋村、古溪村、贵岐村、后山村、金蛇头村、岭头村、坪塔村、塔山村、田中村、叶厝村、岐头村和蚶岐村。